# Sakhnīn
Sakhnīn (hebreiska: סח’נין, סכנין) är en ort i Israel.   Den ligger i distriktet Norra distriktet, i den norra delen av landet. Sakhnīn ligger 236 meter över havet och antalet invånare är 24 596.
Terrängen runt Sakhnīn är lite kuperad.Runt Sakhnīn är det ganska tätbefolkat, med 90 invånare per kvadratkilometer. Närmaste större samhälle är Nasaret, 18,3 km söder om Sakhnīn. Omgivningarna runt Sakhnīn är i huvudsak ett öppet busklandskap.